# Zeta Pyxidis
Zeta Pyxidis (ζ Pyxidis, förkortat Zeta Pyx, ζ Pyx) som är stjärnans Bayerbeteckning, är en vid dubbelstjärna belägen i den västra delen av stjärnbilden Kompassen. Den har en kombinerad skenbar magnitud på 4,88 och är synlig för blotta ögat där ljusföroreningar ej förekommer. Baserat på parallaxmätning inom Hipparcosuppdraget på ca 13,4 mas, beräknas den befinna sig på ett avstånd på ca 244 ljusår (ca 75 parsek) från solen.

## Egenskaper
Primärstjärnan Zeta Pyxidis A är en gul till vit jättestjärna av spektralklass G6 IIIb CN-0,5 där suffixnotationen anger att den har anomalt svaga emissionslinjer av dicyan. Den har en massa som är omkring dubbelt så stor som solens massa, en radie som är nästan 10 gånger större än solens och utsänder från dess fotosfär ca 69  gånger mera energi än solen vid en effektiv temperatur på ca 4 890 K. 
Vid en ålder av 1,88 miljarder år är Zeta Pyxidis A en röd jättestjärna som genererar energi genom fusion av helium i dess kärna. Följeslagaren, Zeta Pyxidis B, är en stjärna av magnitud 9,59 och var 2010 separerad på 52,20 bågsekunder från primärstjärnan vid en positionsvinkel på 61°.